# Jacobo Muñoz
Jacobo Muñoz Veiga (Valencia, 1942-Madrid, 23 de febrero de 2018) fue un filósofo y traductor español. Sus líneas de investigación son la teoría del conocimiento, el marxismo y la teoría crítica, así como la filosofía contemporánea.

## Trayectoria académica e intelectual
Nació en Valencia en 1942. Tras comenzar sus estudios universitarios en dicha ciudad, se trasladó en 1968 a Barcelona para terminar la especialidad de Filosofía. Es allí donde conoce a Manuel Sacristán, con quién mantuvo una estrecha colaboración durante toda la década de los setenta, y a Emilio Lledó, catedrático de Historia de la Filosofía en la Universidad de Barcelona. Este último le nombró ayudante en 1969 y dirigió su tesis doctoral Ludwig Wittgenstein y la Filosofía Analítica del Lenguaje, defendida en 1973. 
En 1979 obtiene un puesto como profesor en la facultad de filosofía de la Universidad Complutense de Madrid, y en 1983 la cátedra. Será en dicha facultad donde promovió la creación del Departamento de teoría del Conocimiento e Historia del Pensamiento, del que fue director. En 2010 se le nombra profesor emérito.
Tal vez sea uno de los mayores directores de tesis doctorales en España, llegando a superar todas estas la veintena, entre las cuales se encuentran las de filósofos tan reconocidos como José Luis Pardo, o Felipe Martínez Marzoa.

## Labor editorial
Desde joven tuvo intereses literarios y en concreto poéticos. En 1960 con tan solo 18 años funda La Caña Gris, una publicación que pese a sus dos años de corta existencia, contó con personalidades del orden de Gil-Albert, José Agustín Goytisolo, Gil de Biedma o José Ángel Valente entre otros. Es por aquella época cuando funda la librería Lauria, conocida por la difusión clandestina de libros prohibidos por el franquismo.Ya a mediados de los setenta, y en Barcelona, se hace cargo de la dirección editorial de Grijalbo, promoviendo una gran labor de traducción de textos claves del marxismo.
En 1976 se involucra en la creación del Col.lectivu Crítica de Barcelona, donde colaborarán entre otros Antoni Domènech, Rafael Grasa, Manuel Cruz o Gerard Vilar. Del Col.lectivu Crítica salieron muchos de los fundadores de la revista Materiales de la que Jacobo Muñoz será editor durante su existencia. La experiencia de esta revista le impulsó a crear una editorial con el mismo nombre, donde se publicarán libros de Foucault, Marcuse, Negri, o Marx entre otros.
Jacobo Muñoz ha traducido, introducido o prologado decenas de libros de filosofía (Kant, Marx, Wittgenstein, Adorno, Horkheimer, Heidegger, Lukács etc.) y de literatura (Thomas Mann, Goethe, Musil, Böll, etc.).

## Obra destacada
Entre los numerosos libros, artículos, traducciones y compendios se pueden destacar:
- Lecturas de filosofía contemporánea, Materiales, 1978.
- Figuras del desasosiego moderno: Encrucijadas filosóficas de nuestro tiempo, Machado Grupo de Distribución, 2002.
- Diccionario Espasa de filosofía, (director) junto a Ángeles J. Perona, Eugenio Moya, Germán Cano, Ángel M. Faerna, Pablo López Álvarez. Espasa, 2003
- Filosofía de la historia: origen y desarrollo de la conciencia histórica, Biblioteca Nueva, 2010.
- Melancolía y verdad: invitación a la lectura de Th. W. Adorno, Biblioteca Nueva, 2011.
- Marx, Editorial Gredos, 2012.
- Filosofía y resistencia, Biblioteca Nueva, 2013.
- El ocaso de la mirada burguesa: de Goethe a Beckett, Biblioteca Nueva, 2015.